# Томашево (Пільський повіт)
Томашево (пол. Tomaszewo, нім. Tomaschewo) — село в Польщі, у гміні Білосліве Пільського повіту Великопольського воєводства.
Населення — 158 осіб (2011).
У 1975-1998 роках село належало до Пільського воєводства.

## Демографія
Демографічна структура станом на 31 березня 2011 року:
|          | Загалом | Допрацездатний вік | Працездатний вік | Постпрацездатний вік |
| -------- | ------- | ------------------ | ---------------- | -------------------- |
| Чоловіки | 76      | 20                 | 50               | 6                    |
| Жінки    | 82      | 16                 | 51               | 15                   |
| Разом    | 158     | 36                 | 101              | 21                   |